# N5 (Togo)
Die N5 ist eine Fernstraße in Togo in Westafrika, die in Lomé von der N1 beginnt und sich in Atakpamé wieder in die N1 eingliedert. Der Streckenverlauf wird über Kpalimé geführt. Sie ist 222 Kilometer lang.